# 23235 Yingfan
23235 Yingfan là một tiểu hành tinh vành đai chính với vận tốc quỹ đạo 1500.3957919 ngày (4.11 năm). Nó được phát hiện ngày 21 tháng 11 năm 2000.